# Szla
Szla ist ein Dorf in der Gmina Przasnysz im Powiat Przasnyski in der polnischen Woiwodschaft Masowien. Es liegt etwa 10 km von Przasnysz und 96 km von Warschau entfernt.